# نبرد ووستر
نبرد ووستر (انگلیسی: Battle of Worcester) در تاریخ سوم سپتامبر ۱۶۵۱ در ووستر صورت گرفت و به عنوان نبرد نهایی از جنگ‌های داخلی انگلستان شناخته می‌شود، در این نبرد الیور کرامول و نمایندگان مجلس توانستند نیروهای شوالیه (اسب‌سوار) را که عمدتاً تحت انقیاد و فرماندهی اسکاتلند و نیروی شاه چارلز دوم بودند را شکست دهند، ۱۶ هزار نفر نیروی طرفدار سلطنت که اکثر غریب به اتفاق آنها از هنگ اسکاتلند بودند توسط ارتش مدل جدید ۲۸ هزار نفری کرامول نابود شدند.